# 5909 Nagoya
5909 Nagoya este un asteroid din centura principală de asteroizi.

## Descriere
5909 Nagoya este un asteroid din centura principală de asteroizi. A fost descoperit pe 23 octombrie 1989 la Kani de Yoshikane Mizuno și Toshimasa Furuta. El prezintă o orbită caracterizată de o semiaxă mare de 2,24 ua, o excentricitate de 0,19 și o înclinație de 7,1° în raport cu ecliptica.